# Kenneth Kennedy
Kenneth George Kennedy (Sydney, 6 settembre 1913 – 20 agosto 1985) è stato un pattinatore di velocità su ghiaccio, hockeista su ghiaccio e dirigente sportivo australiano.
Kennedy fu campione australiano di pattinaggio velocità nel quarto di miglio e nel miglio dal 1931 al 1934. Nello stesso periodo giocava anche ad hockey su ghiaccio.
Dal 1934 al 1936 giocò in Gran Bretagna, coi Birmingham Maple Leaf. 
Nel 1936, all'età di 22 anni, fu l'unico rappresentante del suo paese alle Olimpiadi di Garmisch-Partenkirchen, le prime olimpiadi invernali a cui l'Australia prese parte.
Corse i 500, i 1000 e i 1500 metri (arrivando rispettivamente 29º e due volte 33º). In seguito alle Olimpiadi si trasferì stabilmente in Inghilterra, dove ottenne un contratto da professionista per 75 pounds alla settimana.
Allo scoppio della seconda guerra mondiale si arruolò nella Royal Air Force. Fu solo dopo il termine del conflitto che si trasferì di nuovo in Australia, dove praticò ancora per sei stagioni l'hockey su ghiaccio. Verrà poi nominato presidente della Australian Ice Hockey Association e delegato dell'Australian Olympic Federation, dove si distinse per aver insistito sulla necessità per gli atleti australiani di viaggiare per il mondo per poter raggiungere i massimi livelli. Negli anni ottanta aprì a Sydney un negozio di articoli per il pattinaggio.